# Macrosteles frontalis
Macrosteles frontalis är en insektsart som beskrevs av Scott 1875. Macrosteles frontalis ingår i släktet Macrosteles och familjen dvärgstritar. Arten är reproducerande i Sverige. Inga underarter finns listade i Catalogue of Life.